# 이인대목
이인대목(異靭帶目, Anomalodesmata)은 이매패류 목의 하나이다. 이전에는 이인대아강(異靭帶亞綱, Anomelodesmacea)의 석공조개목(Pholadomyoida)으로 분류했었다.

## 2010년 분류
2010년 비엘레(Bieler)와 카터(Carter) 그리고 코안(Coan)은 2010년 출판된 이매패류의 분류 체계에서, 이인대목을 포함한 이매패강 분류를 개정하여, 이매패류에 관한 새로운 분류 체계를 제안했다.
- 이인대목(Anomalodesmata)
  - 국화조개상과(Clavagelloidea)
    - 국화조개과(Clavagellidae)
    - Penicillidae

  - 국자조개상과(Cuspidarioidea)
    - 국자조개과(Cuspidariidae)

  - 살주름조개상과(Myochamoidea)
    - Cleidothaeridae
    - 살주름조개과(Myochamidae)

  - 납작조개상과(Pandoroidea)
    - 납작조개과(Pandoridae)
    - 안쪽인대조개과(Lyonsiidae)

  - 폴라도미아상과(Pholadoidea)
    - Parilimyidae
    - 폴라도미아과(Pholadomyidae)

  - 포로미아상과(Poromyoidea)
    - 포로미아과(Poromyidae)

  - 도기조개상과(Thracioidea)
    - 도기조개과(Thraciidae)
    - 띠조개과(Laternulidae)
    - 각시납작조개과(Periplomatidae)

  - 베르티코르디아상과(Verticordioidea)
    - Lyonsiellidae
    - 베르티코르디아과(Verticordiidae)
    - Euciroidae